# 塞蒂專區

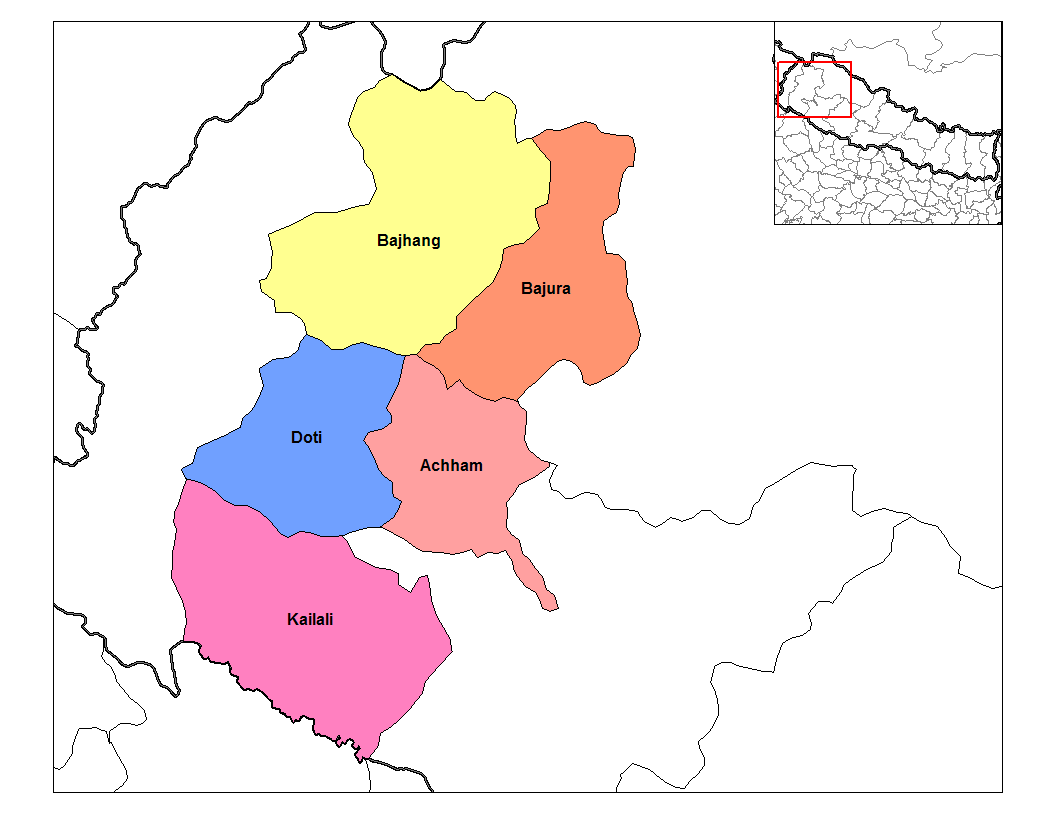

塞蒂專區是尼泊爾的十四個行政專區之一，位於該國西部，首府迪帕亚尔锡尔格里，北接西藏和格爾納利專區，東臨佩里專區，南毗印度，西鄰馬哈卡利專區，下分5個縣，面積12,550平方公里，2001年人口1,330,855。
29°15′N 81°10′E / 29.250°N 81.167°E